# Новоандріївська сільська рада (Оріхівський район)
| Новоандріївська сільська рада — колишній орган місцевого самоврядування у Оріхівському районі Запорізької області з адміністративним центром у с. Новоандріївка. Історична дата утворення: в 1920 році. Сільській раді підпорядковані населені пункти: - с. Новоандріївка - с. Щербаки |

## Склад ради
Рада складається з 12 депутатів та голови.

### Керівний склад ради
| ПІБ                       | Основні відомості                                                         | Дата обрання | Дата звільнення |
| ------------------------- | ------------------------------------------------------------------------- | ------------ | --------------- |
| Левченко Олександр Якович | Сільський голова, 1955 року народження, освіта, позапартійна              | 26.03.2006   | 31.10.2010      |
| Левченко Олександр Якович | Сільський голова, 1955 року народження, освіта вища, член Партії регіонів | 31.10.2010   |                 |

Примітка: таблиця складена за даними джерела